# 15466 Барлов
15466 Барлов (15466 Barlow) — астероїд головного поясу, відкритий 14 січня 1999 року.
Тіссеранів параметр щодо Юпітера — 3,386.